# Wahlen zum Senat der Vereinigten Staaten 1990
Die Wahlen zum Senat der Vereinigten Staaten 1990 zum 102. Kongress der Vereinigten Staaten fanden am 6. November statt. Sie waren Teil der Wahlen in den Vereinigten Staaten an diesem Tag, den Halbzeitwahlen (engl. midterm election) in der Mitte der Amtszeit von Präsident George Bush.
Zur Wahl standen die 33 Sitze der Klasse II, außerdem fanden zwei Nachwahlen für vorzeitig aus dem Amt geschiedene Senatoren statt. 17 dieser Senatoren gehörten der Demokratischen Partei an, 18 den Republikanern. 31 Amtsinhaber konnten ihre Sitze verteidigen, 17 Demokraten und 14 Republikaner. Die Demokraten eroberten einen Sitz von den Republikanern und bauten ihre Mehrheit damit von 55 auf 56 Sitze aus, während die Republikaner von 45 auf 44 zurückfielen. Nachdem der republikanische Senator Henry John Heinz aus Pennsylvania im April 1991 bei einem Flugzeugabsturz ums Leben gekommen war, ernannte Gouverneur Robert P. Casey den Demokraten Harris Wofford zu seinem Nachfolger, der in einer Nachwahl im November bestätigt wurde. Damit stieg die demokratische Mehrheit auf 57 Sitze.
Zu Veränderungen nach der Wahl siehe auch Liste der Mitglieder des Senats im 102. Kongress der Vereinigten Staaten.

## Ergebnisse

### Nachwahlen zum 101. Kongress
Die Inhaber der zur Wahl stehenden Sitze waren als Ersatz für ausgeschiedene bzw. verstorbene Senatoren ernannt worden, die Wahlen fanden gleichzeitig mit der Wahl zum 102. Kongress statt. Die Gewinner dieser Wahlen wurden vor dem 3. Januar 1991 in den Senat aufgenommen, also während des 101. Kongresses.
| Staat   | Amtierender Senator | Partei       | Nachwahl   | Ergebnis  | Neuer Senator |
| ------- | ------------------- | ------------ | ---------- | --------- | ------------- |
| Hawaii  | Daniel Akaka        | Demokrat     | Klasse I   | bestätigt | Daniel Akaka  |
| Indiana | Dan Coats           | Republikaner | Klasse III | bestätigt | Dan Coats     |

- bestätigt: ein als Ersatz für einen ausgeschiedenen Senator ernannter Amtsinhaber wurde bestätigt.

### Wahlen zum 102. Kongress
Die Gewinner dieser Wahlen wurden am 3. Januar 1991 in den Senat aufgenommen, also bei Zusammentritt des 102. Kongresses. Alle Sitze dieser Senatoren gehören zur Klasse II.
| Staat          | Amtierender Senator  | Partei         | Ergebnis                   | Neuer Senator    |
| -------------- | -------------------- | -------------- | -------------------------- | ---------------- |
| Alabama        | Howell Heflin        | Demokrat       | wiedergewählt              | Howell Heflin    |
| Alaska         | Ted Stevens          | Republikaner   | wiedergewählt              | Ted Stevens      |
| Arkansas       | David Pryor          | Demokrat       | wiedergewählt              | David Pryor      |
| Colorado       | William L. Armstrong | Republikaner   | von Republikanern gehalten | Hank Brown       |
| Delaware       | Joe Biden            | Demokrat       | wiedergewählt              | Joe Biden        |
| Georgia        | Sam Nunn             | Demokrat       | wiedergewählt              | Sam Nunn         |
| Idaho          | James A. McClure     | Republikaner   | von Republikanern gehalten | Larry Craig      |
| Illinois       | Paul M. Simon        | Demokrat       | wiedergewählt              | Paul M. Simon    |
| Iowa           | Tom Harkin           | Demokrat       | wiedergewählt              | Tom Harkin       |
| Kansas         | Nancy Kassebaum      | Republikanerin | wiedergewählt              | Nancy Kassebaum  |
| Kentucky       | Mitch McConnell      | Republikaner   | wiedergewählt              | Mitch McConnell  |
| Louisiana      | Bennett Johnston     | Demokrat       | wiedergewählt              | Bennett Johnston |
| Maine          | William Cohen        | Republikaner   | wiedergewählt              | William Cohen    |
| Massachusetts  | John Kerry           | Demokrat       | wiedergewählt              | John Kerry       |
| Michigan       | Carl Levin           | Demokrat       | wiedergewählt              | Carl Levin       |
| Minnesota      | Rudy Boschwitz       | Republikaner   | Zugewinn Demokraten        | Paul Wellstone   |
| Mississippi    | Thad Cochran         | Republikaner   | wiedergewählt              | Thad Cochran     |
| Montana        | Max Baucus           | Demokrat       | wiedergewählt              | Max Baucus       |
| Nebraska       | J. James Exon        | Demokrat       | wiedergewählt              | J. James Exon    |
| New Hampshire  | Gordon J. Humphrey   | Republikaner   | von Republikanern gehalten | Bob Smith        |
| New Jersey     | Bill Bradley         | Demokrat       | wiedergewählt              | Bill Bradley     |
| New Mexico     | Pete Domenici        | Republikaner   | wiedergewählt              | Pete Domenici    |
| North Carolina | Jesse Helms          | Republikaner   | wiedergewählt              | Jesse Helms      |
| Oklahoma       | David L. Boren       | Demokrat       | wiedergewählt              | David L. Boren   |
| Oregon         | Mark Hatfield        | Republikaner   | wiedergewählt              | Mark Hatfield    |
| Rhode Island   | Claiborne Pell       | Demokrat       | wiedergewählt              | Claiborne Pell   |
| South Carolina | Strom Thurmond       | Republikaner   | wiedergewählt              | Strom Thurmond   |
| South Dakota   | Larry Pressler       | Republikaner   | wiedergewählt              | Larry Pressler   |
| Tennessee      | Al Gore              | Demokrat       | wiedergewählt              | Al Gore          |
| Texas          | Phil Gramm           | Republikaner   | wiedergewählt              | Phil Gramm       |
| Virginia       | John Warner          | Republikaner   | wiedergewählt              | John Warner      |
| West Virginia  | Jay Rockefeller      | Demokrat       | wiedergewählt              | Jay Rockefeller  |
| Wyoming        | Alan K. Simpson      | Republikaner   | wiedergewählt              | Alan K. Simpson  |

- wiedergewählt: ein gewählter Amtsinhaber wurde wiedergewählt.